# 石炬
石炬（1577年—？），字攻甫，號泰華，號石门，湖廣武昌府兴国州（今阳新县）軍籍，明朝政治人物。

## 生平
万历二十二年（1594年）甲午科湖廣乡试举人，三十五年（1607年）丁未科進士，吏部觀政，三十六年授南工部营缮司主事，三十九年升员外，升都水司郎中，四十年丁憂，四十二年補原职，四十三年差夏镇闸，啓闭以时，有冢宰舟过闸，命開，炬不徇私，淹留数日，冢宰仇之，四十五年考察，竟罢归。

## 家族
曾祖石鑑。祖父石澄。父石榴。母明氏。慈侍下。兄石焰、石爌。